# Kalle Keituri
Kalle Keituri (Lahti, 25 aprile 1984) è un ex saltatore con gli sci finlandese.

## Biografia
In Coppa del Mondo ha esordito il 1º marzo 2002 a Lahti (19°) e ha ottenuto la prima vittoria, nonché primo podio, il 29 novembre 2008 a Kuusamo.
In carriera ha preso parte a un'edizione dei Giochi olimpici invernali, Vancouver 2010 (22° nel trampolino normale, 4° nella gara a squadre), e a una dei Campionati mondiali, Liberec 2008 (6° nella gara a squadre il miglior risultato).

## Palmarès

### Mondiali juniores
- 1 medaglia:
  - 1 bronzo (trampolino normale a Schonach im Schwarzwald 2002)

### Coppa del Mondo
- Miglior piazzamento in classifica generale: 21º nel 2009
- 7 podi (tutti a squadre):
  - 2 vittorie
  - 2 secondi posti
  - 3 terzi posti

#### Coppa del Mondo - vittorie
| Data             | Località   | Nazione   | Trampolino                                                                   |
| ---------------- | ---------- | --------- | ---------------------------------------------------------------------------- |
| 29 novembre 2008 | Kuusamo    | Finlandia | Rukatunturi HS142 (con Ville Larinto, Harri Olli e Matti Hautamäki)          |
| 15 febbraio 2009 | Oberstdorf | Germania  | Heini Klopfer HS213 (con Juha-Matti Ruuskanen, Matti Hautamäki e Harri Olli) |